# Гути (Тульчинський район)
Гу́ти (вимоваⓘ)  — село в Україні, у Тульчинській міській громаді Тульчинського району Вінницької області. До 2020 входило до складу Клебанської сільської ради. Розташоване за 5,5 км від с. Клебань. Населення становить 178 осіб.
У 1955 р. на річці Сільниця була побудована ГЕС.
В селі є унікальна церква, що має товщину стін 1,5 м. Діють ФАП та бібліотека. Раніше діяла ЗОШ I ступеня.

## Історія
Станом на 1885 рік у колишньому власницькому селі Клебанської волості Брацлавського повіту Подільської губернії мешкало 849 осіб, налічувалось 147 дворових господарств, існували православна церква, школа, постоялий будинок і водяний млин.
1892 в селі існувало 203 дворових господарств, проживало 637 мешканців.
За переписом 1897 року кількість мешканців зросла до 1224 осіб (618 чоловічої статі та 606 — жіночої), з яких всі — православної віри.
7 (20) листопада 1917 року, відповідно до Третього Універсалу Української Центральної Ради, увійшло до складу Української Народної Республіки.
12 червня 2020 року, відповідно до Розпорядження Кабінету Міністрів України від  № 707-р «Про визначення адміністративних центрів та затвердження територій територіальних громад Вінницької області», увійшло до складу Тульчинської міської громади.
19 липня 2020 року, в результаті адміністративно-територіальної реформи та ліквідації Тульчинського району, село увійшло до складу новоутвореного Тульчинського району.

## Видатні уродженці
- Білас Дмитро Миколайович — український поет, автор збірки «Відлуння пам'яті».

## Галерея

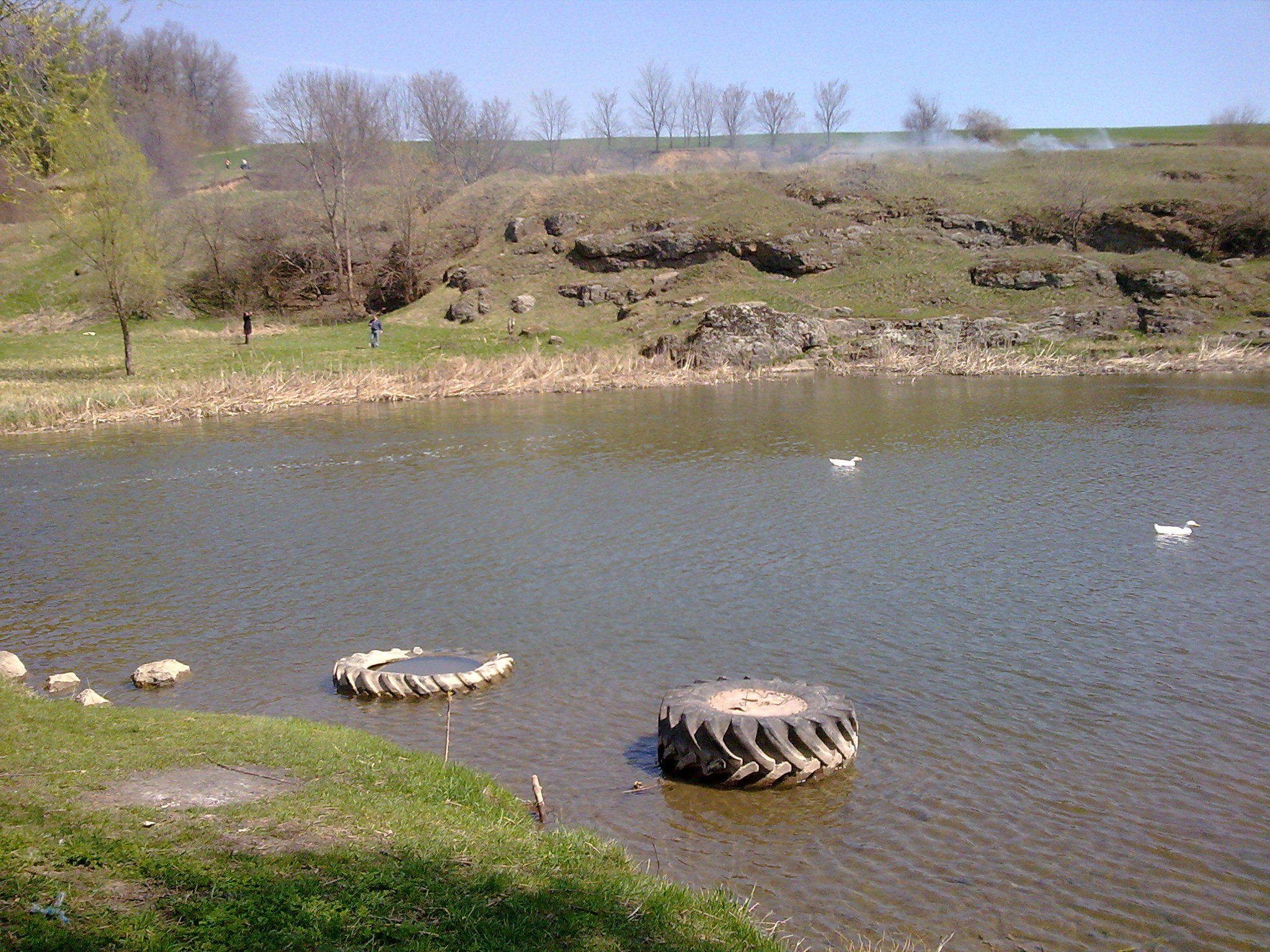
Краєвид на р. Сільниця
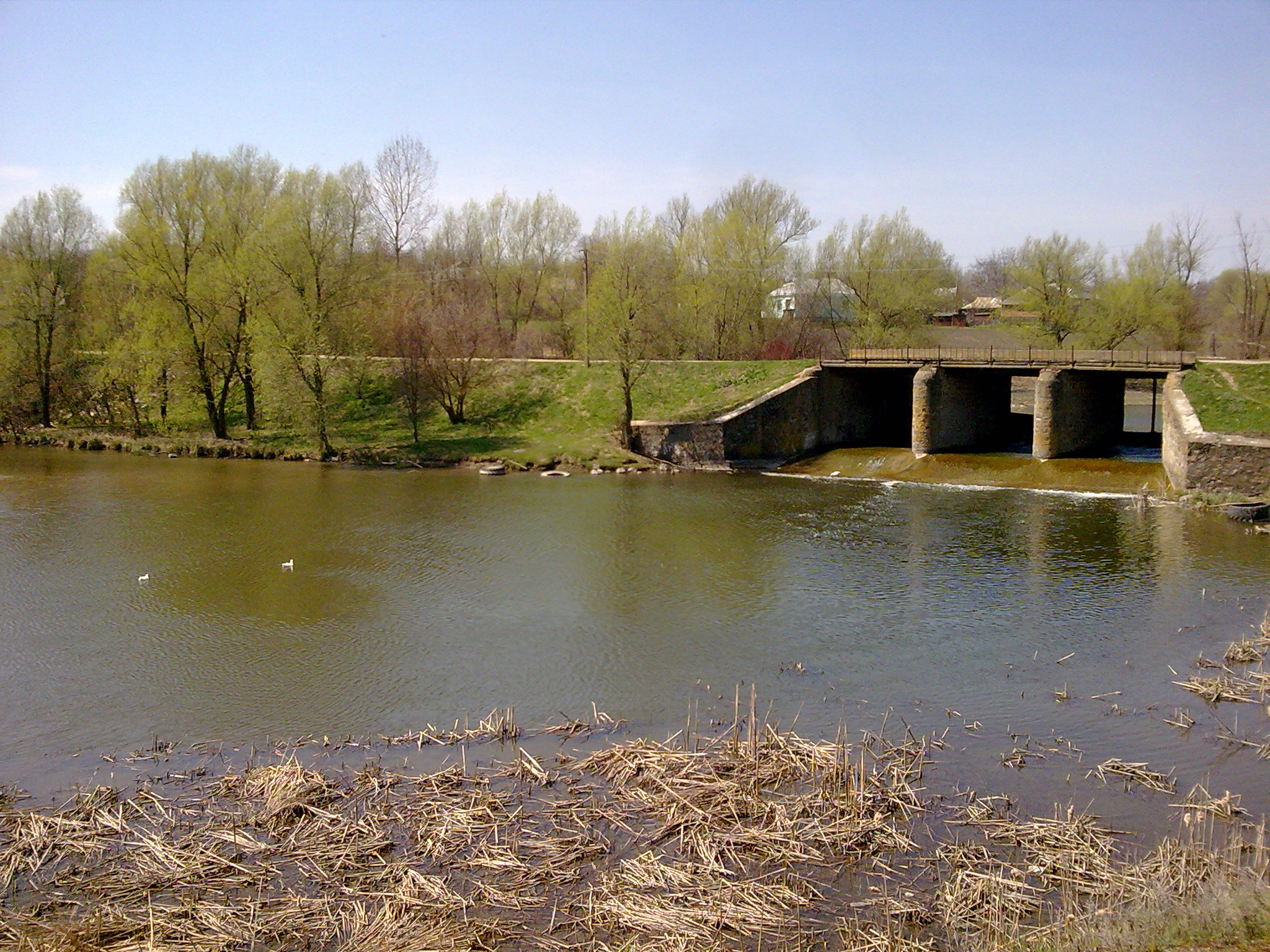
Гребля
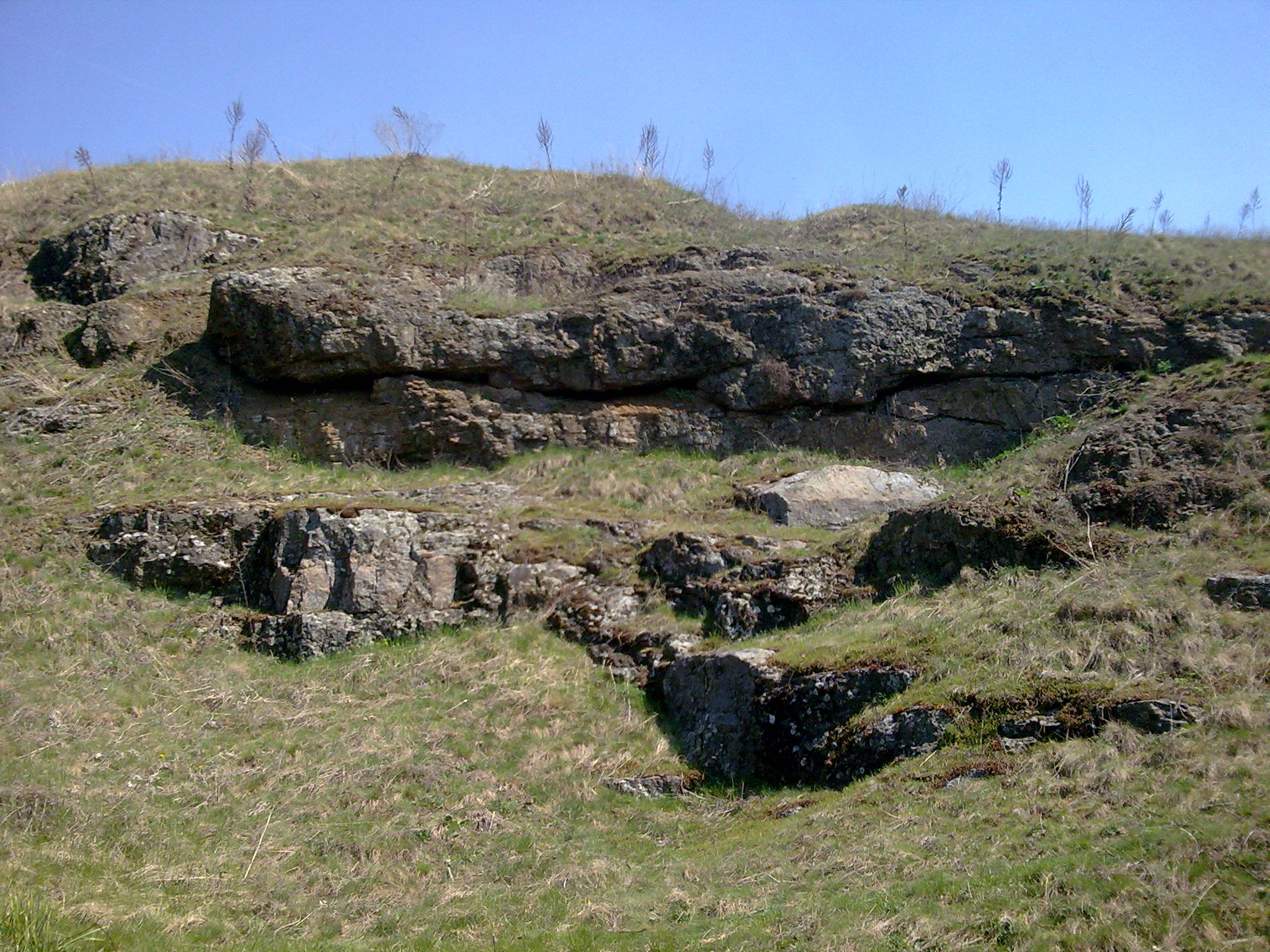
В долині р. Сільниця
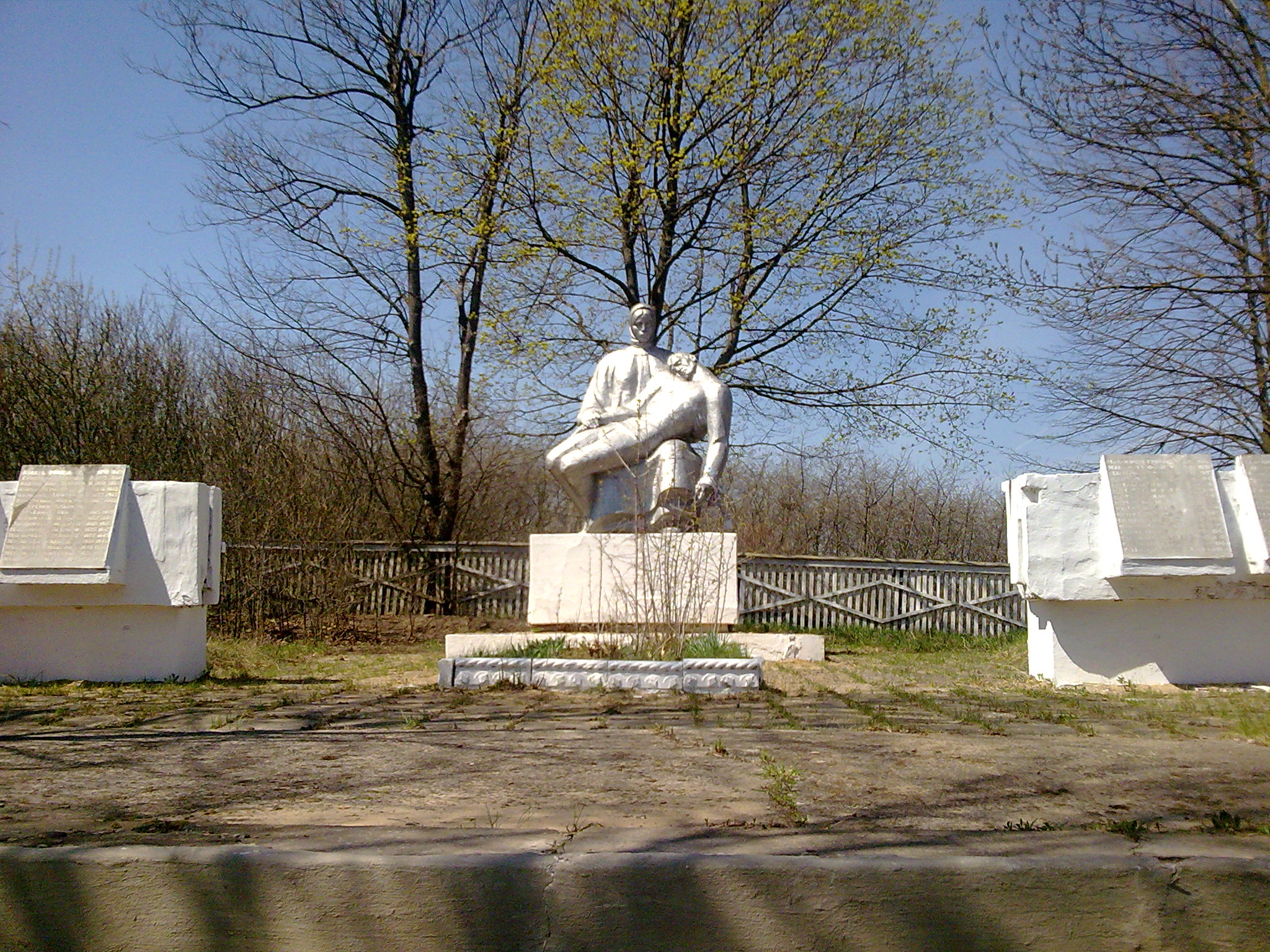
Пам'ятник на Братській могилі
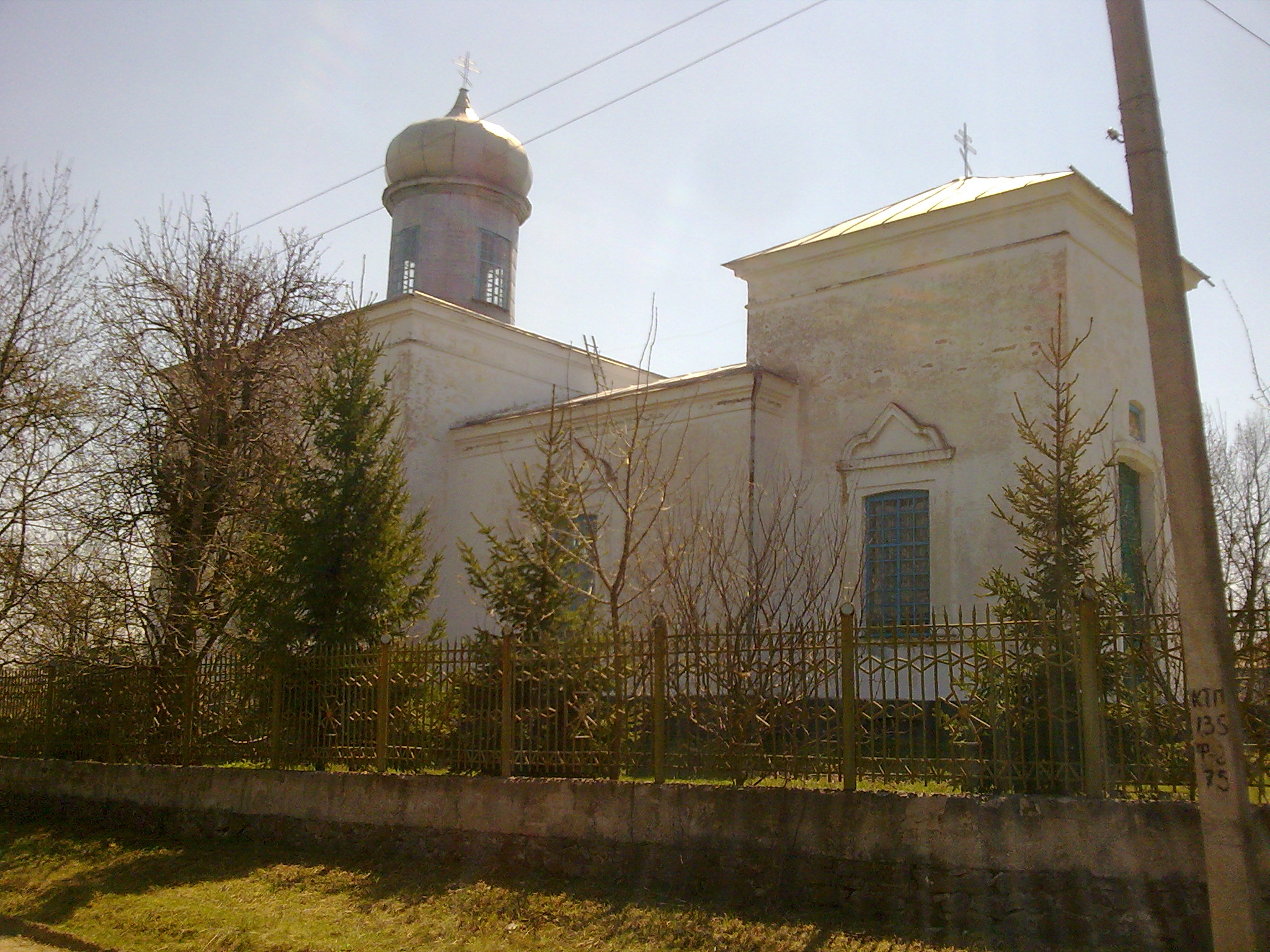
Церква в с. Гути
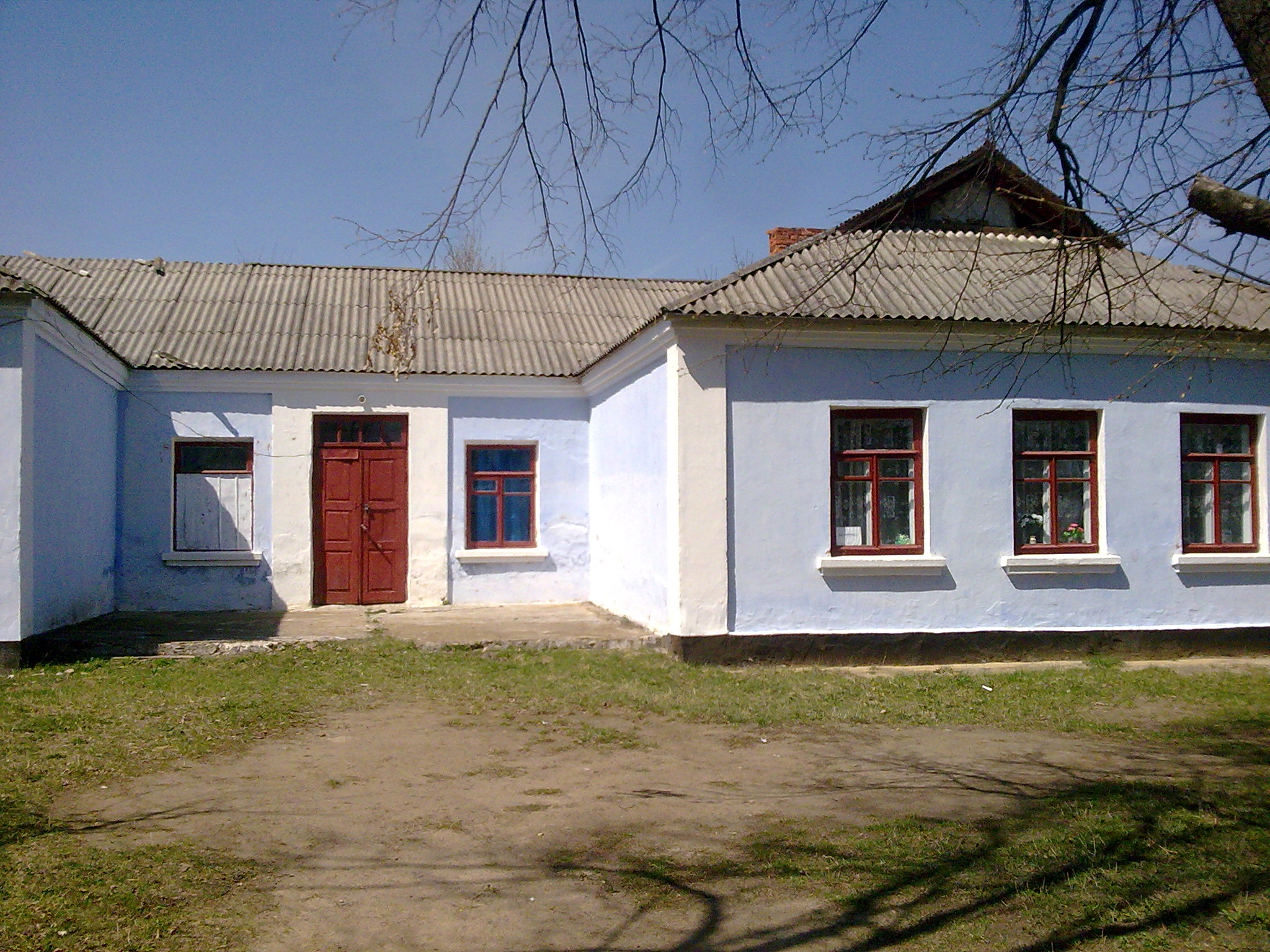
ФАП та бібліотека

.